# Josip Jelačić

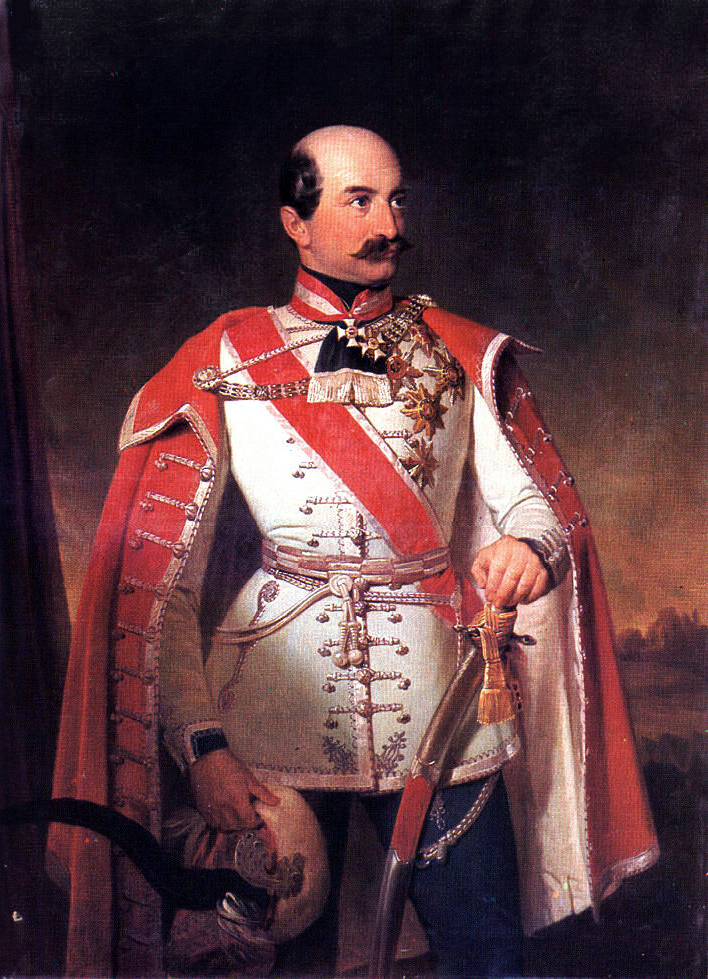
Josip Jelačić

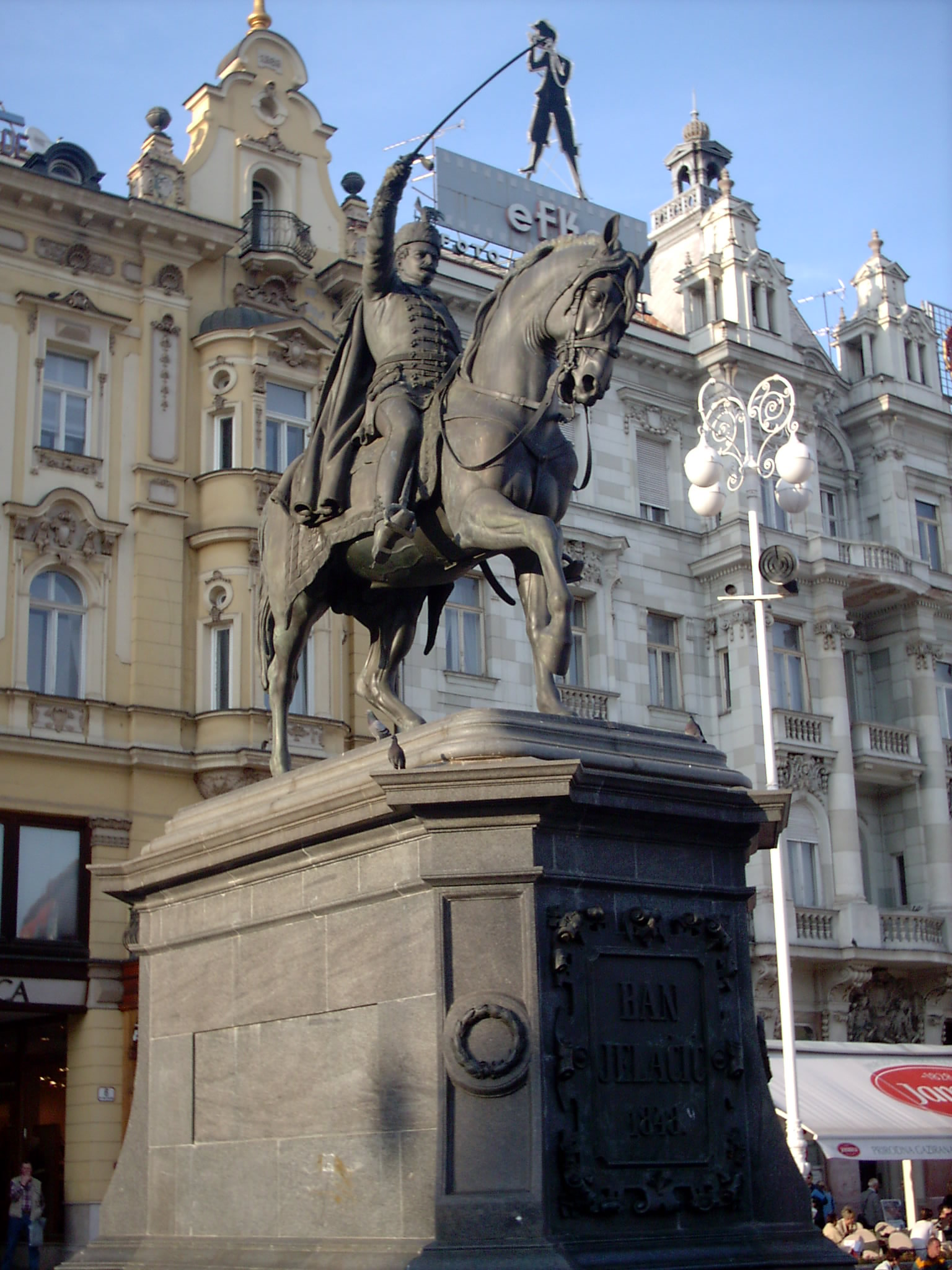
Ban Jelačić-monument door Anton Dominik Fernkorn te Zagreb.

Josip Jelačić od Bužima, ook: Jelačić Bužimski (Petrovaradin 16 oktober 1801 - Zagreb 19 mei 1859) was ban (landvoogd) van Kroatië en een bekend Oostenrijks generaal.

## Leven
Jelačić, de oudste zoon van de Oostenrijkse militair Franjo Jelačić, stamde uit een oud Kroatisch adellijk geslacht. Na te Wenen het Theresianum te hebben bezocht nam hij in 1819 als tweede luitenant dienst in het leger van Oostenrijk. Hij diende in Galicië (1825-1830) en Italië (1831-1835) en werd in 1842 kolonel. In 1845 streed hij tegen de Bosniërs.
In 1848 zag de regering in Wenen in Jelačić de man om tegenwicht te bieden tegen de nationalistische beweging van Lajos Kossuth in Hongarije (zie ook: Hongaarse Revolutie en Maartrevolutie) en benoemde hem op 23 mei van dat jaar tot ban van het koninkrijk Kroatië en Slavonië en bevelhebber van de Militaire Grens. Deze benoeming werd bevestigd door de Kroatische sabor (het parlement), die in de geest van de Illyrische beweging een verenigd Kroatië dat slechts in personele unie met Hongarije was verbonden nastreefde. Jelačić verbrak alle banden met Hongarije (hij verklaarde evenwel zijn loyaliteit aan het huis Habsburg), maar ontmoedigde het panslavisme van Ljudevit Gaj. Ook schafte hij de lijfeigenschap af, hetgeen een grote invloed op de Kroatische maatschappij zou hebben.
Hongarije verzette zich hevig tegen Jelačić' aanstelling en onder druk van dit land werd hij in juni 1848 ontslagen. Hij wist zich de facto echter te handhaven en werd, aangezien hij in de strijd tegen Hongarije onontbeerlijk werd geacht, in september door keizer Ferdinand weer formeel aangesteld. Jelačić trok op 11 september met een 40.000 man sterk leger bij Varaždin over de Drau Hongarije binnen en verklaarde het overwegend Kroatische Međimurje van de Hongaarse heerschappij "bevrijd". Tijdens zijn mars door Hongarije ontving hij bericht dat hij door de keizer tot opperbevelhebber van de Hongaarse troepen was benoemd. De Slag bij Pákozd (29 september) betekende een voorlopig einde voor zijn opmars.
Hierop voegde hij zich bij veldmaarschalk Alfred Windisch-Graetz en sloeg de Weense Oktoberopstand neer. In de winter van 1848/1849 leidde hij de troepen die Győr, Boeda en Pest bezetten. Na het innemen van Boeda leidde hij het zuidelijke leger, waarmee hij in Hongarije en de Vojvodina tegen Magyaarse rebellen streed tot hij op 14 juni 1849 bij Hegyes werd verslagen.
Jelačić keerde na de opstanden terug naar Zagreb en bleef ban van Kroatië-Slavonië. In 1854 werd hij in de erfelijke gravenstand verheven. Hij stierf op 19 mei 1859.

## Waardering
Jelačić geldt in Kroatië als symbool van eenheid, onafhankelijkheid en behoud van nationale identiteit. In Oostenrijk werd hij vanwege het neerslaan van de revoluties van 1848 door liberalen en democraten negatiever beoordeeld. Rond de troonsbestijging van de nieuwe keizer Frans Jozef I deed de grap de ronde dat het "wir" aan het begin van keizerlijke proclamaties ("Wir Franz Joseph...") in feite stond voor Windisch-Graetz, Jelačić, Radetzky - de drie veldheren die het meest aan het neerslaan van de liberale revolutie hadden bijgedragen.
De Saksische koning onderscheidde hem in 1848 voor het neerslaan van de Hongaarse opstand met het grootkruis van zijn Militaire Orde van Sint-Hendrik.
Jelačić staat bovendien op het briefje van twintig Kuna.